# Flörsheim
Flörsheim es un municipio situado en el distrito de Main-Taunus, en el estado federado de Hesse (Alemania). Su población estimada a finales de 2016 era de 21 121 habitantes.
Abarca los suburbios de Keramag-Falkenberg, Weilbach y Wicker.
Se encuentra ubicado al suroeste del estado, en la región Rin-Meno. Se encuentra a la orilla del río Meno.